# Oust (rzeka)
Oust – rzeka we Francji, przepływająca przez tereny departamentów Côtes-d’Armor, Morbihan oraz Ille-et-Vilaine, o długości 145 km. Stanowi prawy dopływ rzeki Vilaine.